# Tanacetum sipikorense
Tanacetum sipikorense là một loài thực vật có hoa trong họ Cúc. Loài này được (Bornm.) Grierson miêu tả khoa học đầu tiên năm 1975.